# 巴里
巴里（義大利語：Bari）是意大利共和国南部第三大城市，亚平宁半岛南部第二大城市。面積116平方公里，人口326,201人（2001年）。巴里是普利亞大區首府，位處亞得里亞海，也是巴里省的首府。1990年代，巴里的人口发展和国家总趋势一致，不断减少，这有利于城域圈的发展。当时很有必要研究城区：现在这个项目正在进行，有12个市镇选择参与其中，约600,000居民。
城镇包括三个部分：半岛北部建筑密集的老城区市，现在主要的夜生活街区之一，其中有著名的圣尼各老圣殿、圣撒比诺主教座堂（1035年 - 1171年）和斯瓦比亚城堡。

## 歷史
巴里的歷史可追溯至古羅馬帝國時代。其時巴里位處古羅馬交通要道上，屬一個交匯點。
中世紀時巴里屢受戰火破壞，更一度被伊斯蘭人入侵佔據達二十年。文藝復興時代，巴里為那不勒斯王國之一部份，後來在十九世紀成為意大利王國之一部份。
1943年12月2日納粹德國的轟炸機空襲巴里。

## 人口
按2007年官方人口統計，巴里大約有325,052人，98%屬正宗的意大利人。而餘下的則是以巴爾幹半島和北非為主的移民。

## 經濟
作為意大利南部第二大城市，巴里擁有著南部最發達之商業。工業方面以機械聞名。

## 教育
- 巴里大学
- 巴里理工大学
- 巴里音乐学院
- 巴里美术学院

## 交通

### 道路
- A14高速公路

### 機場
- 巴里嘉祿·沃伊蒂瓦機場

### 鐵路
- 巴里中央鐵路車站，有通往塔蘭托、佩斯卡拉、羅馬、米蘭、都靈等地路線。

### 港口
巴里港自古是亞平寧半島的重要門戶，擁有多功能的基礎設施，可乘坐渡輪去到地中海各地和多個遠洋目的地。

## 著名人物
- 安東尼奧·卡斯辛奴：足球員

## 圖集

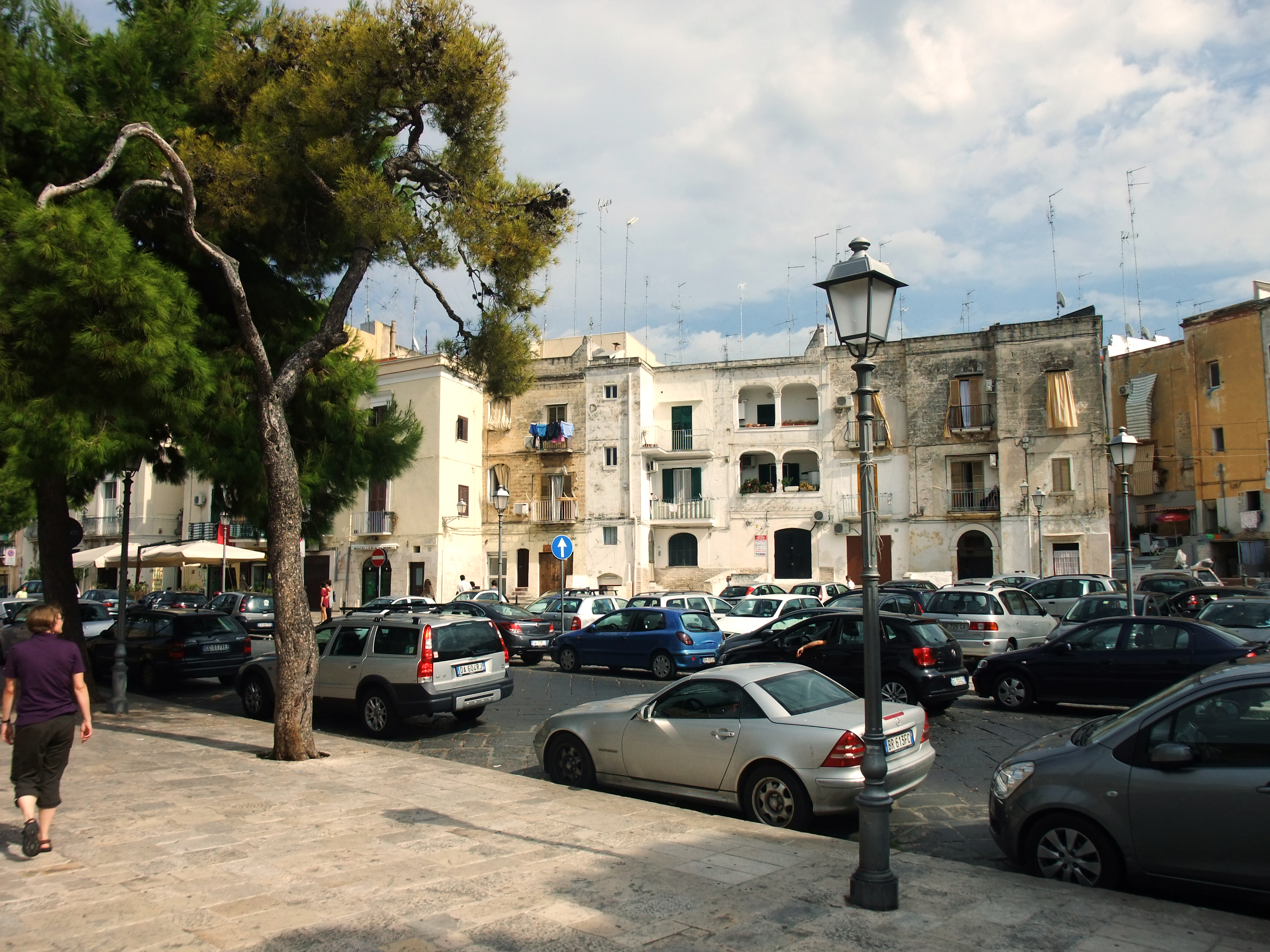
街頭一景
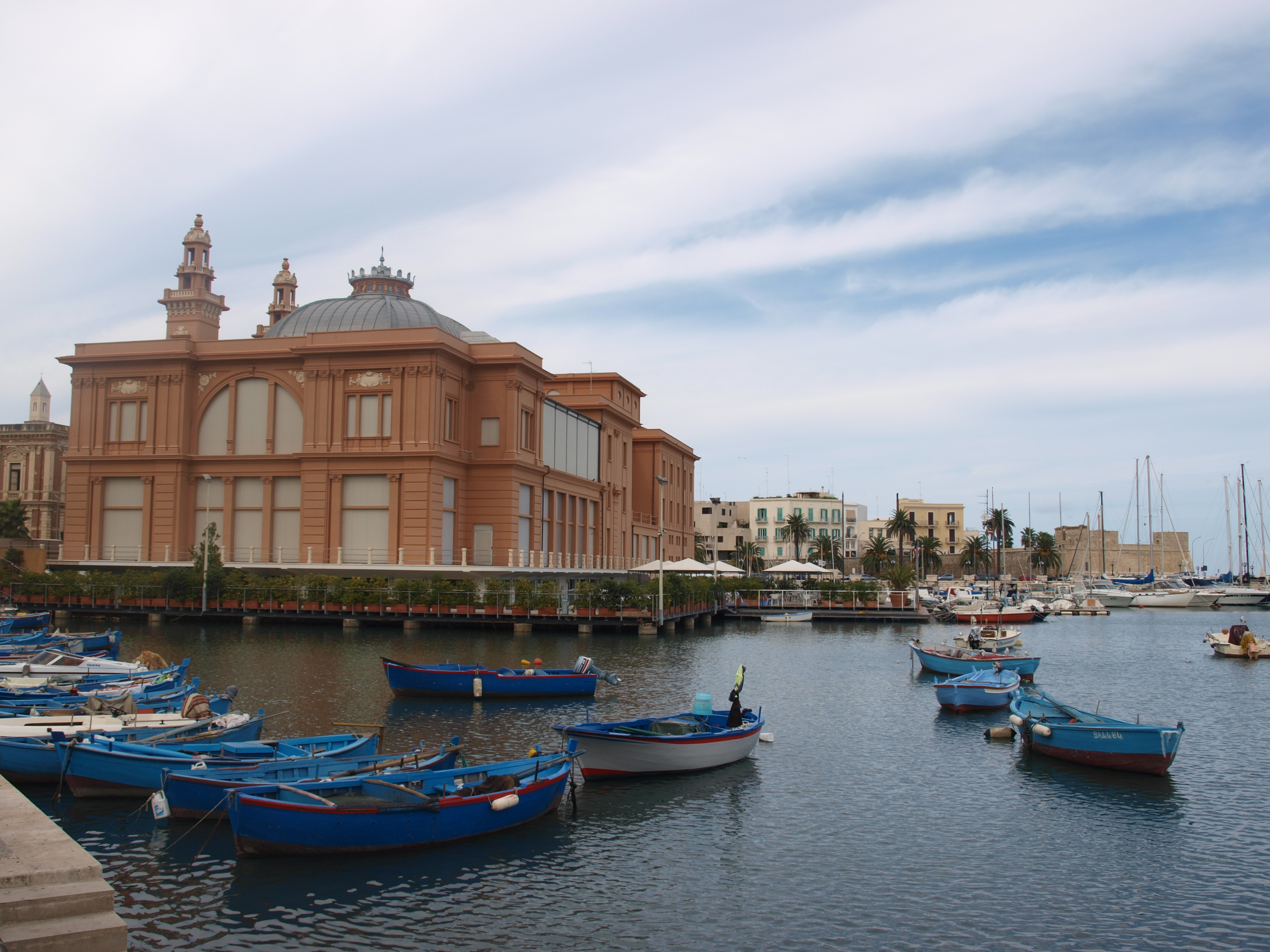
港口一景
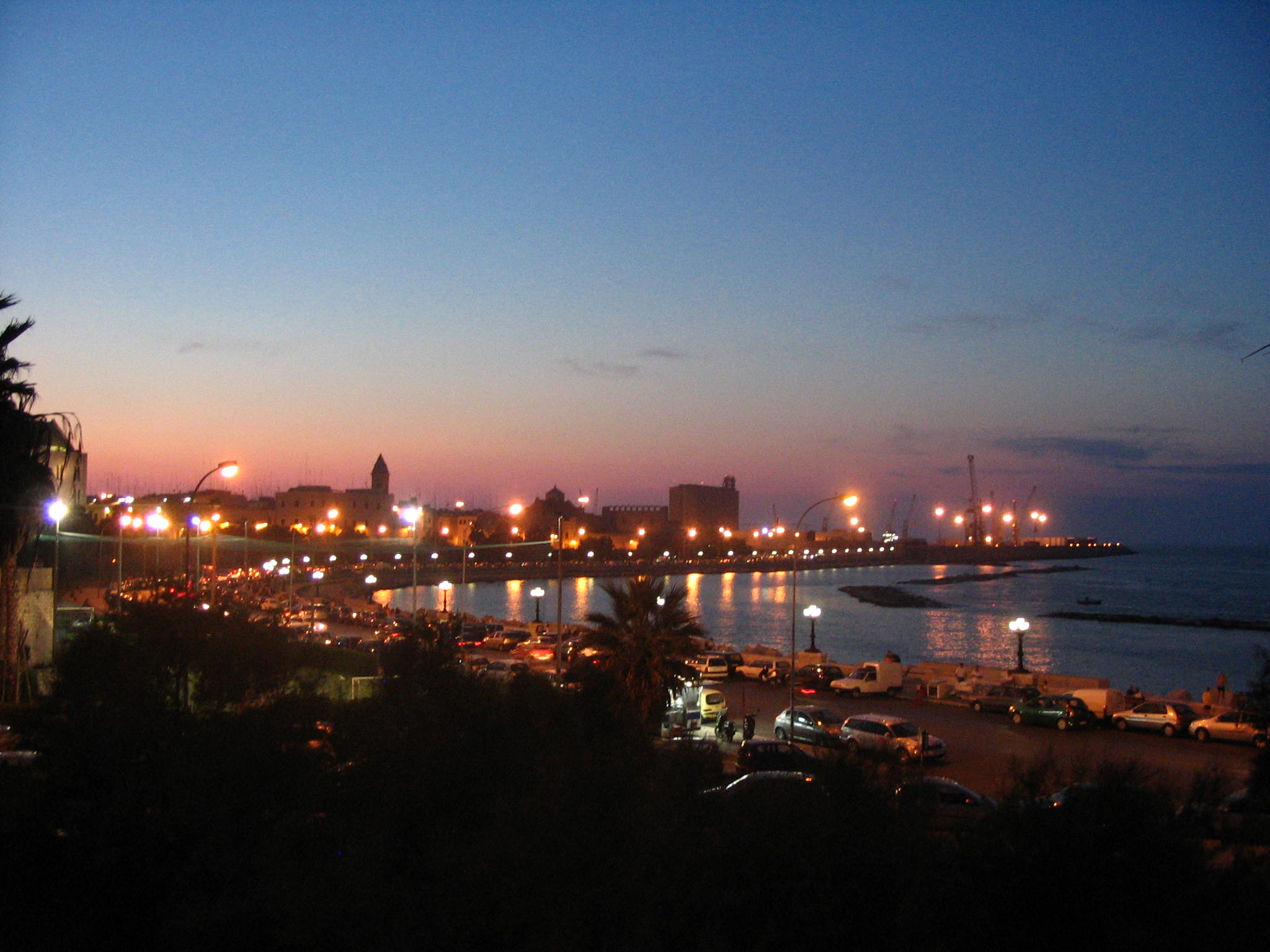
夜景
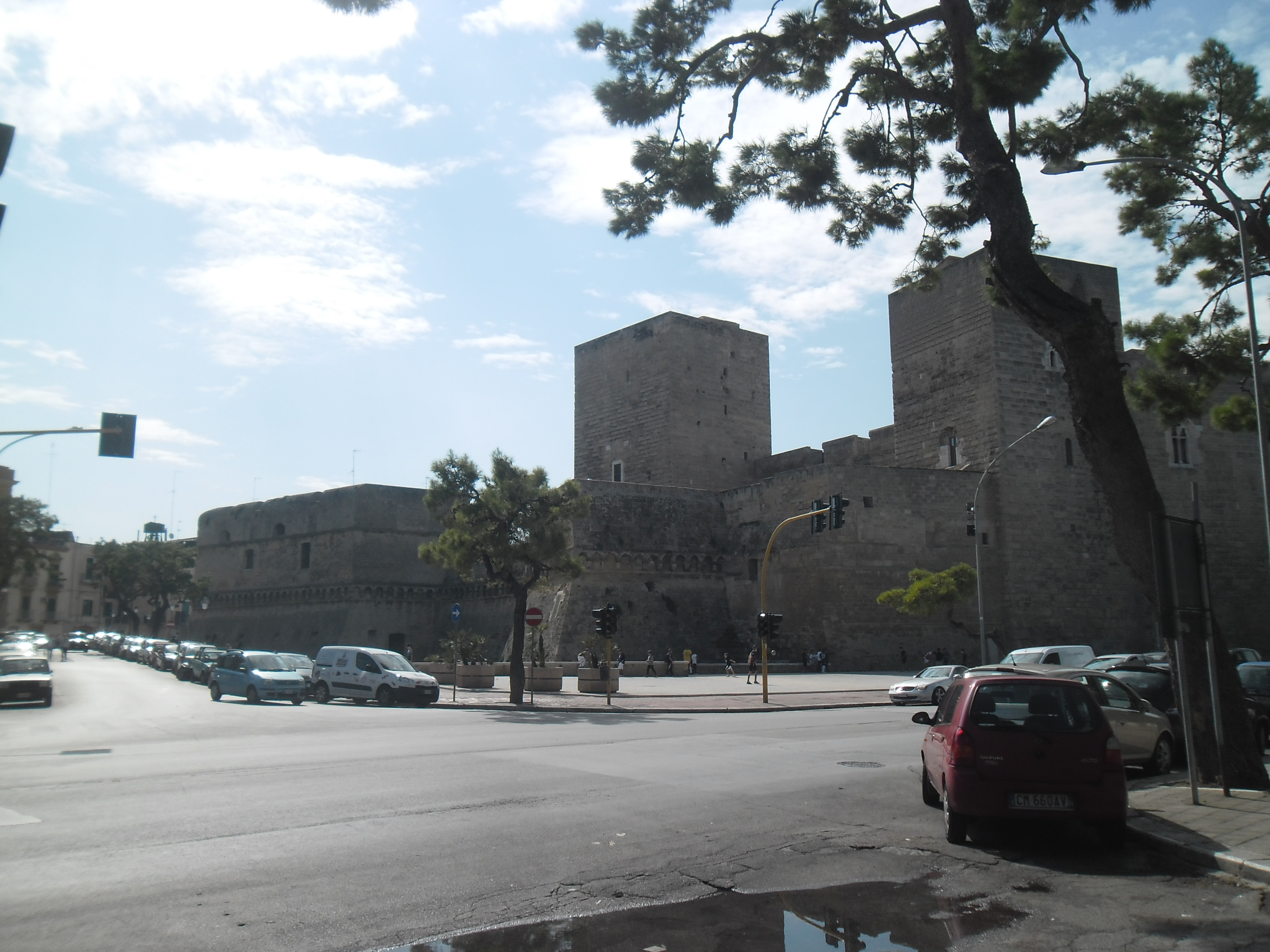
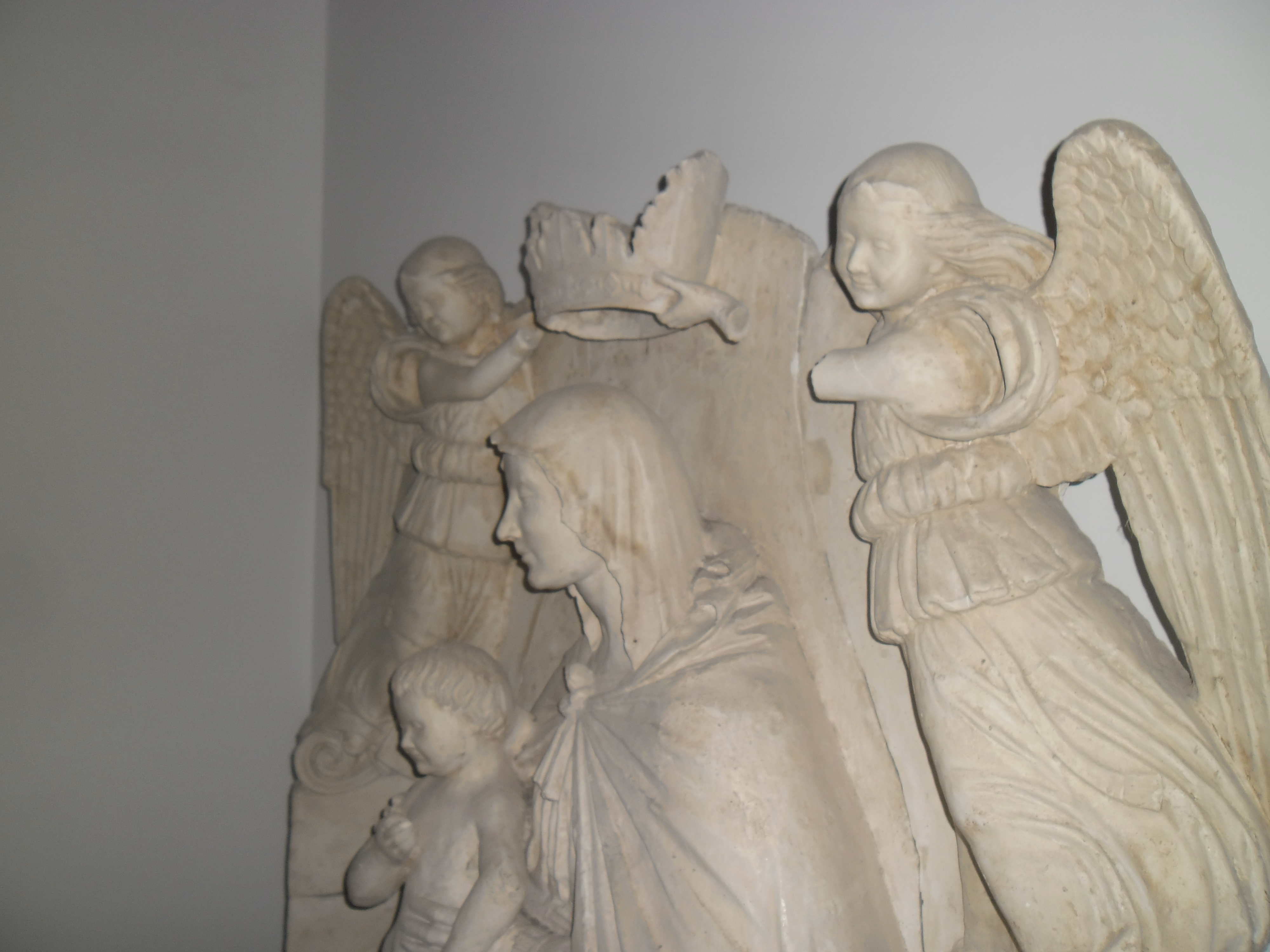
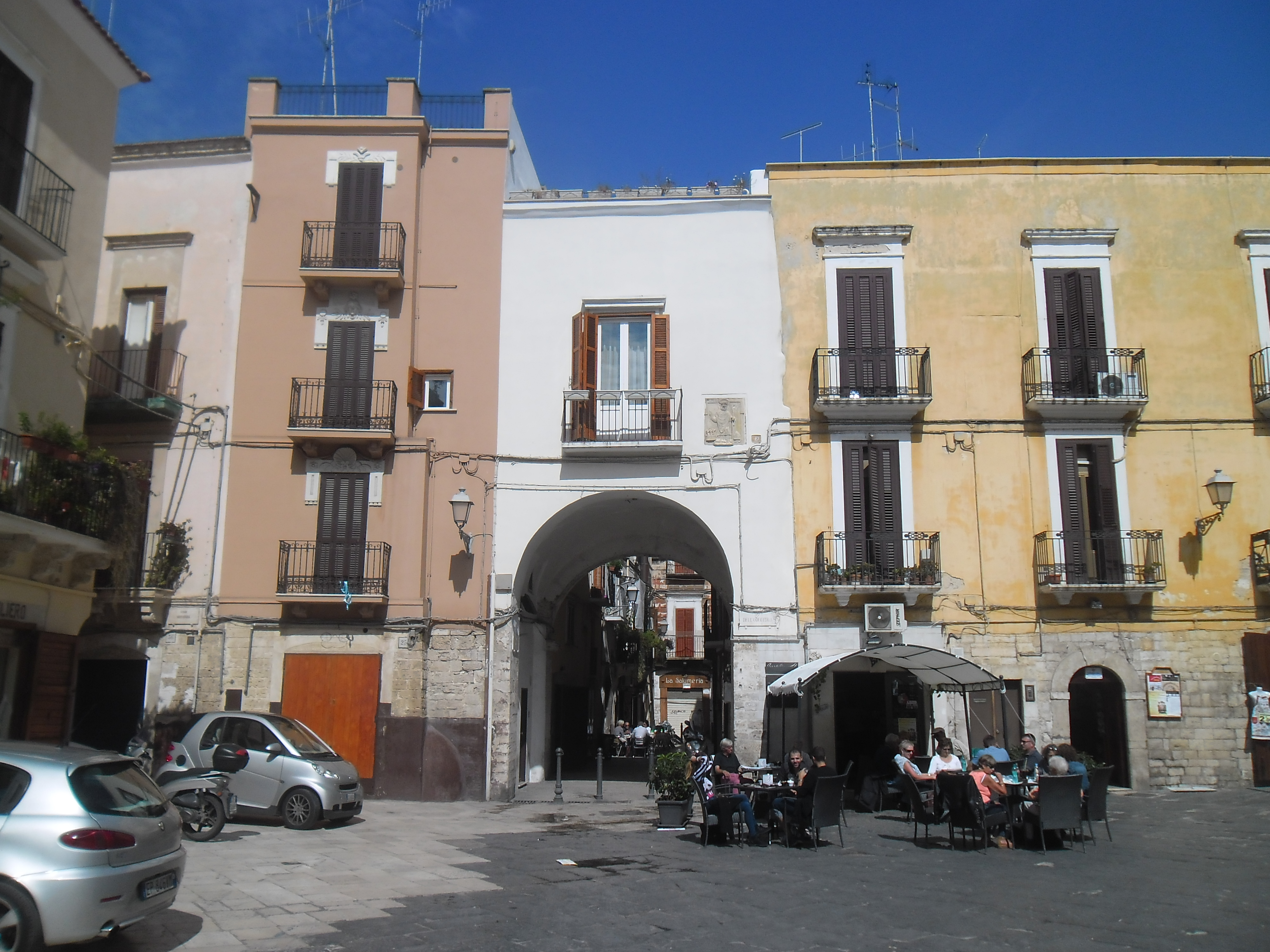
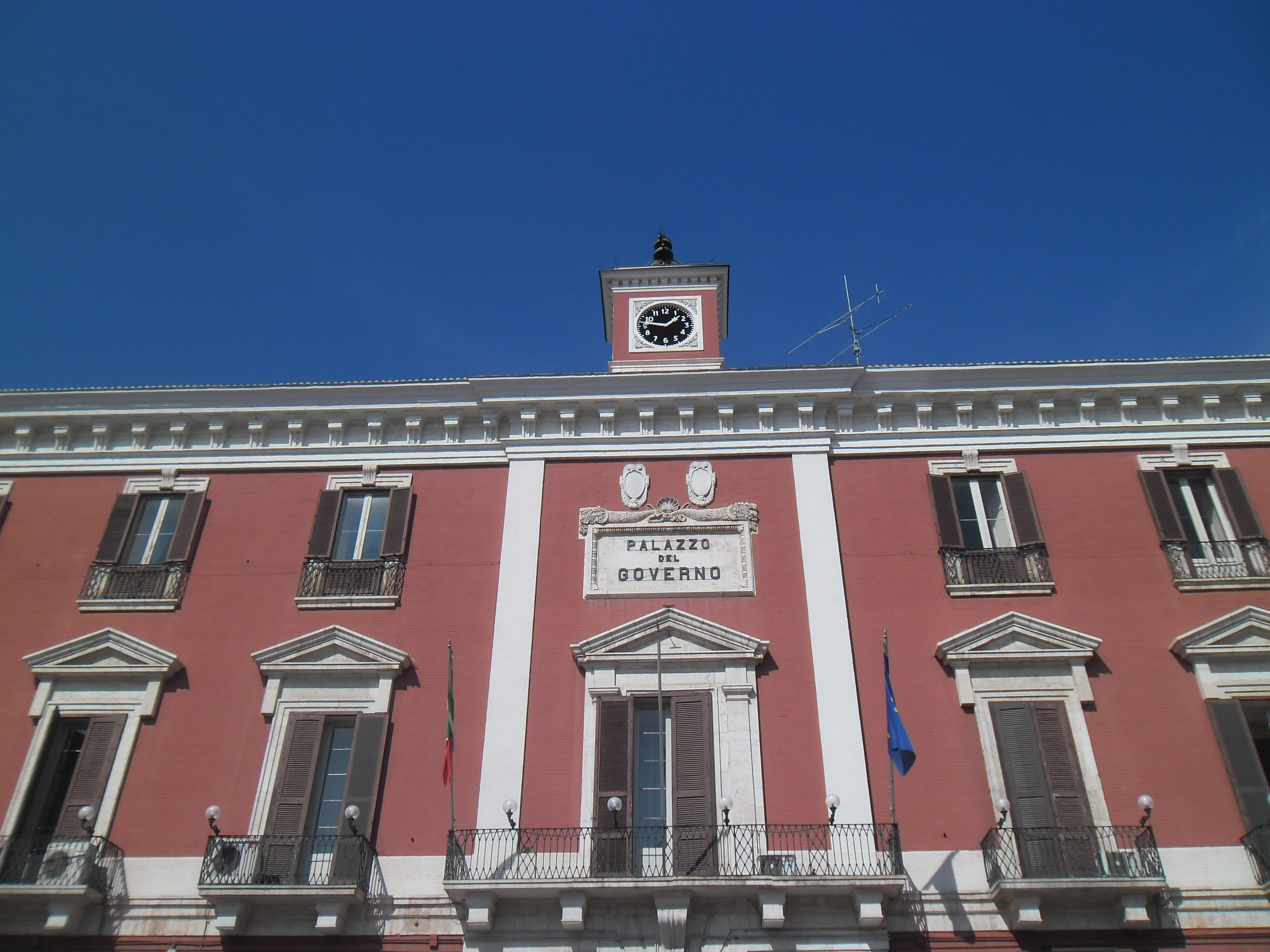
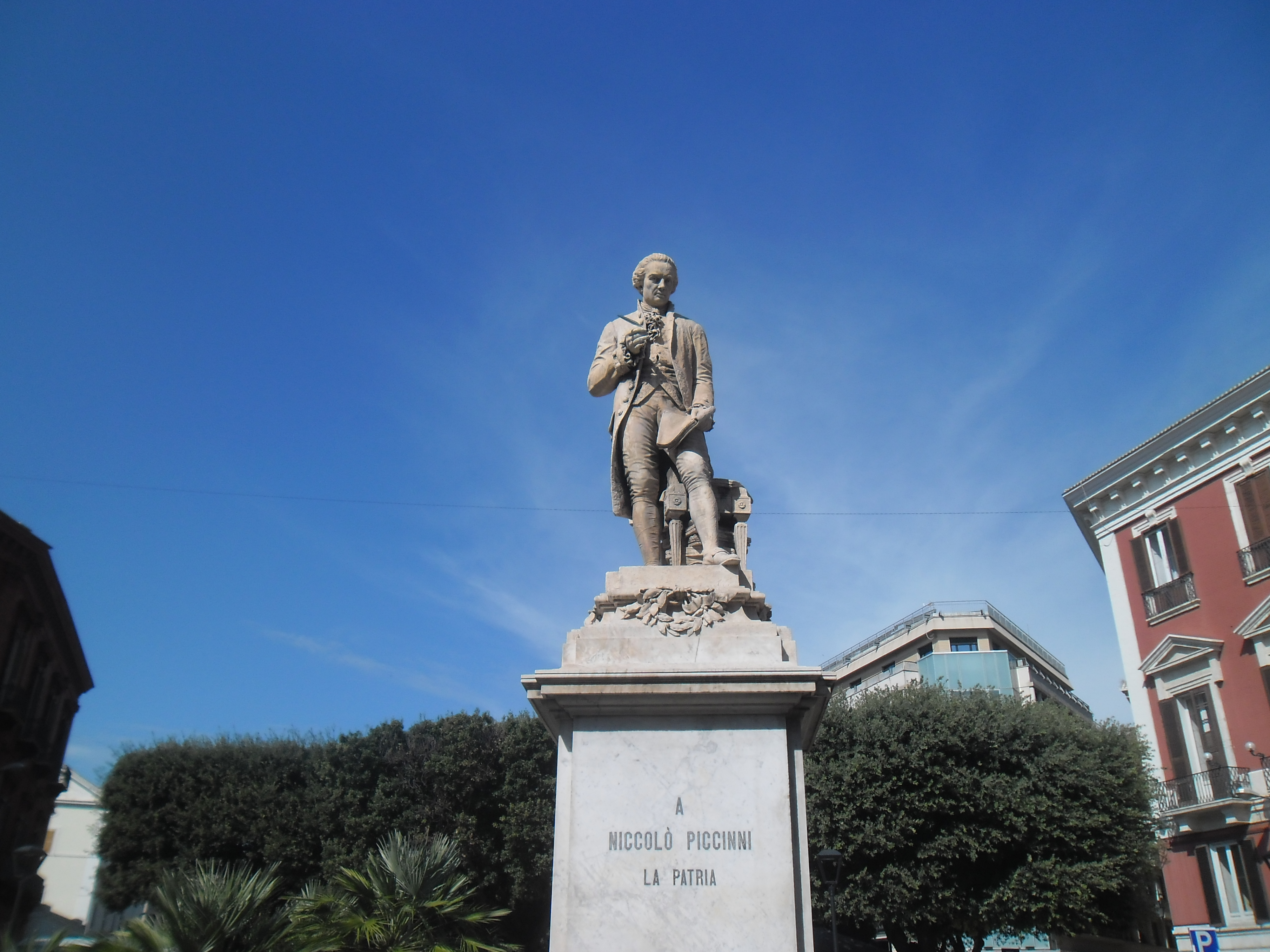
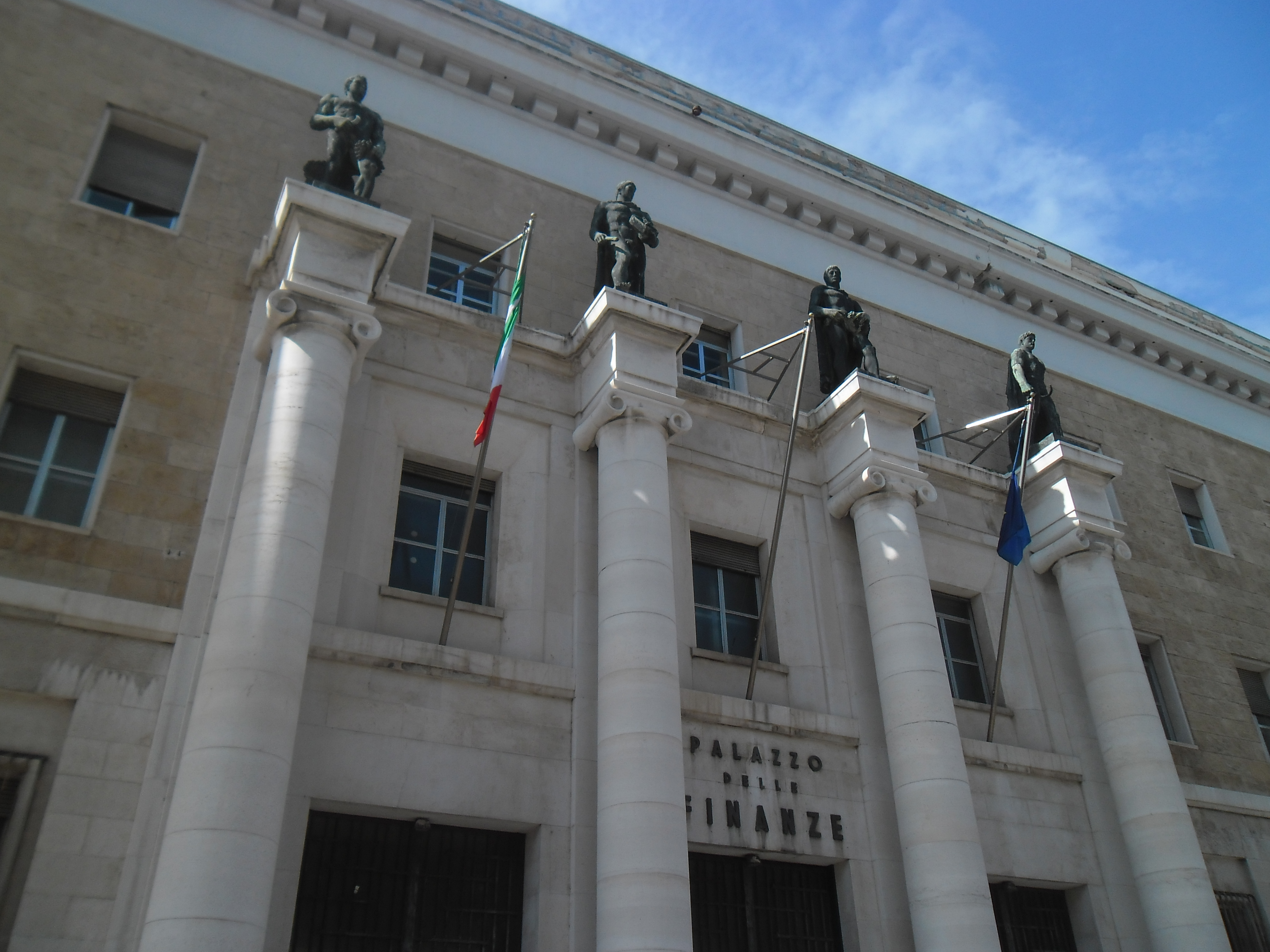
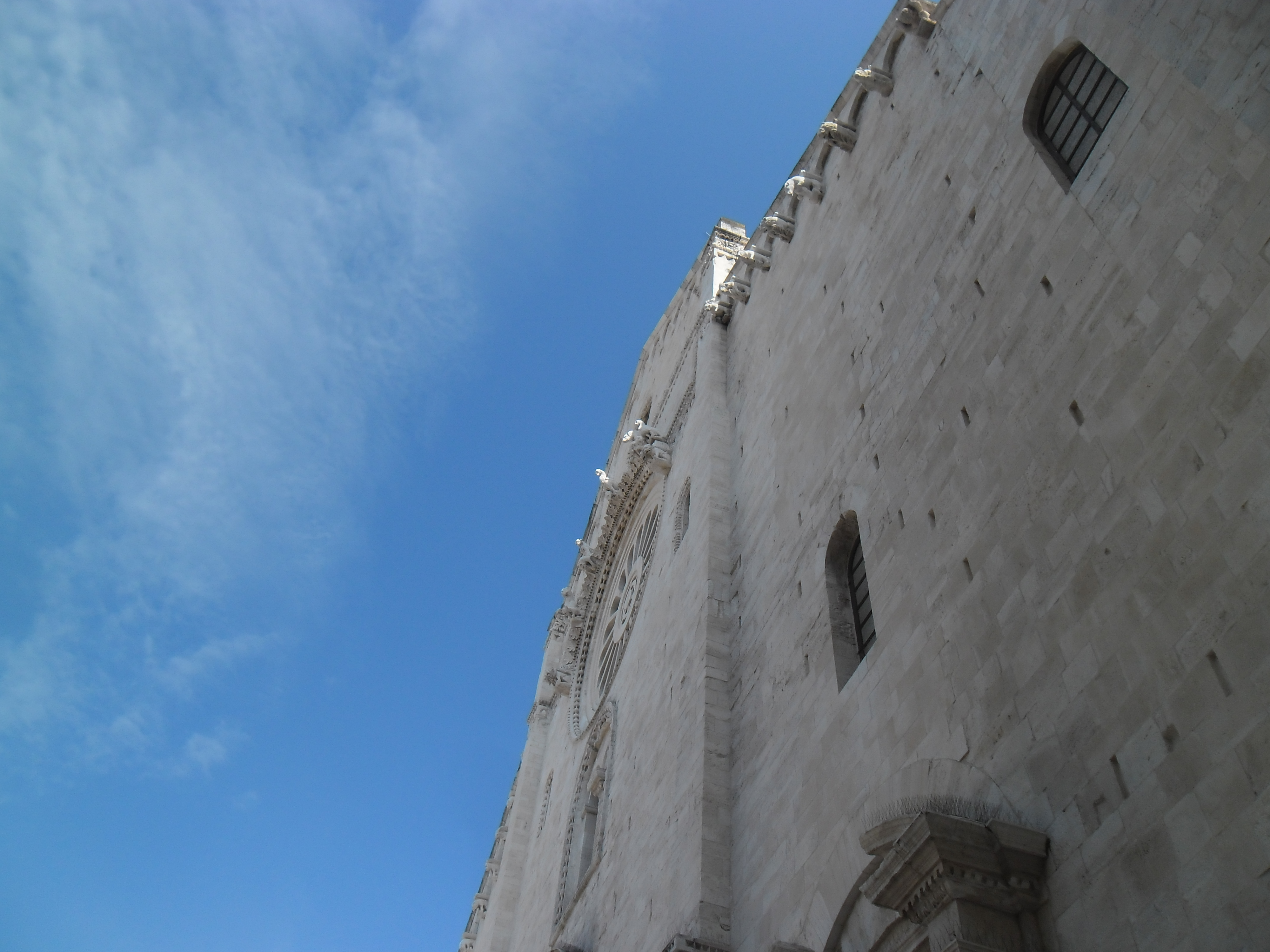
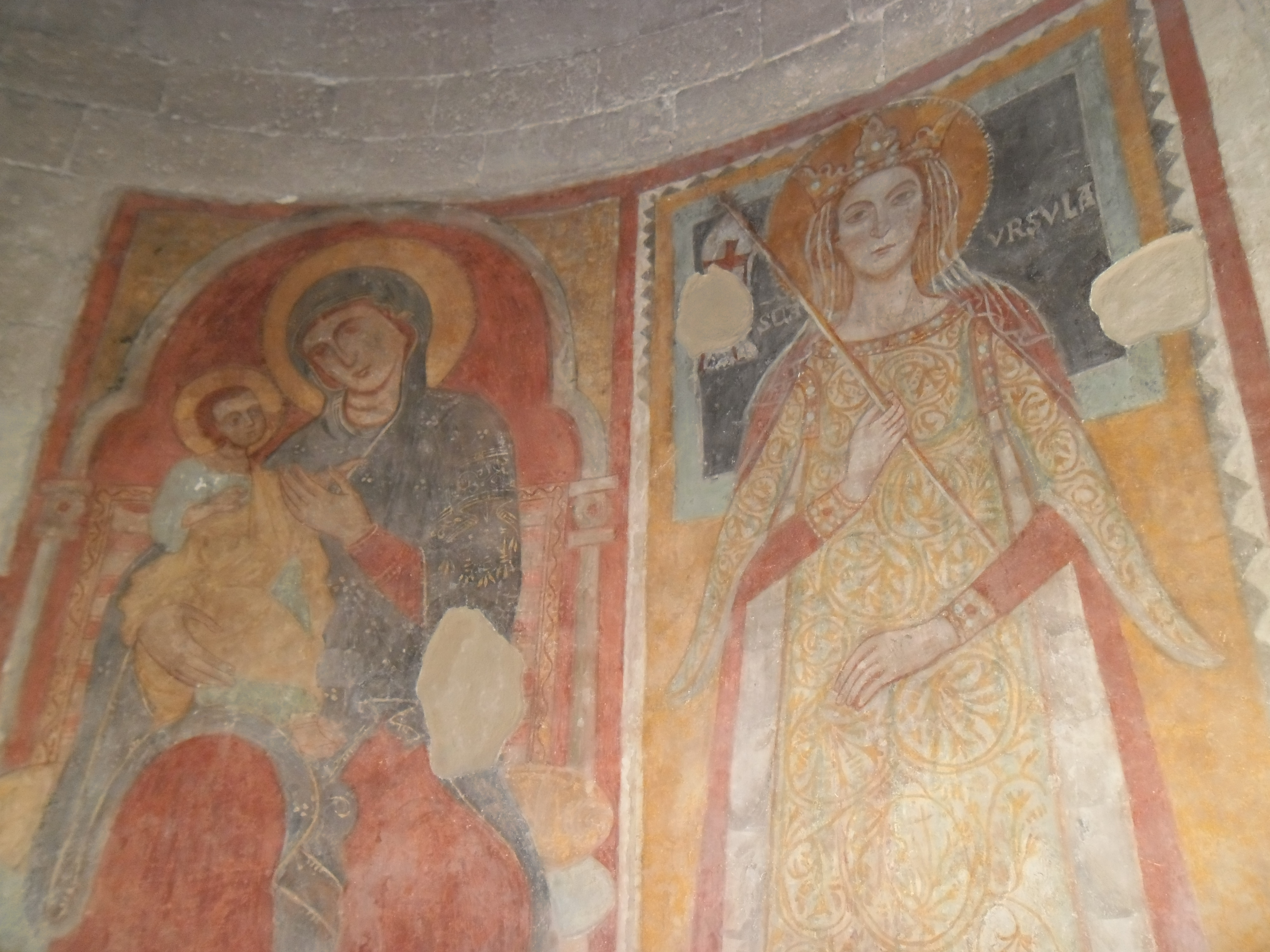
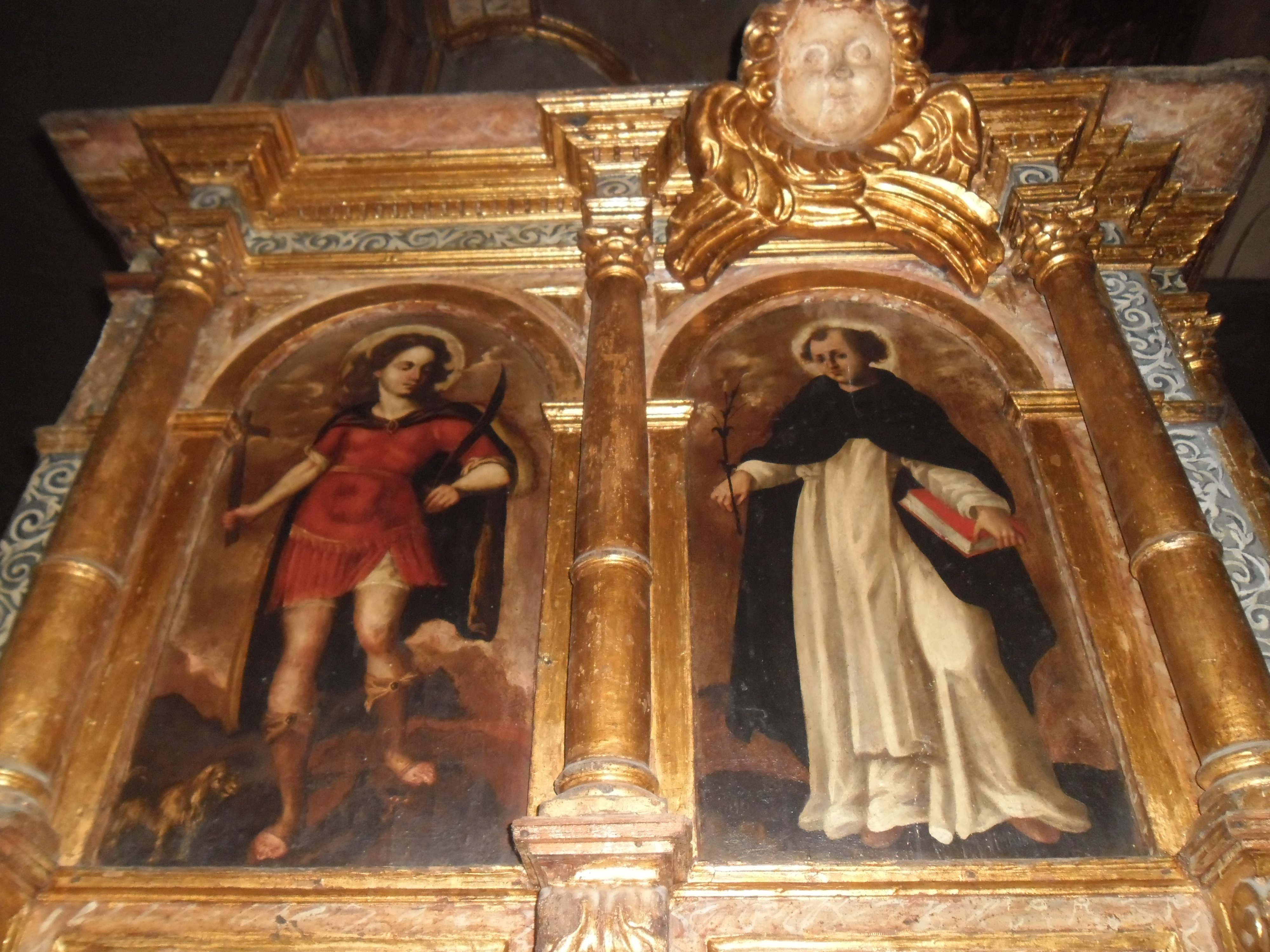
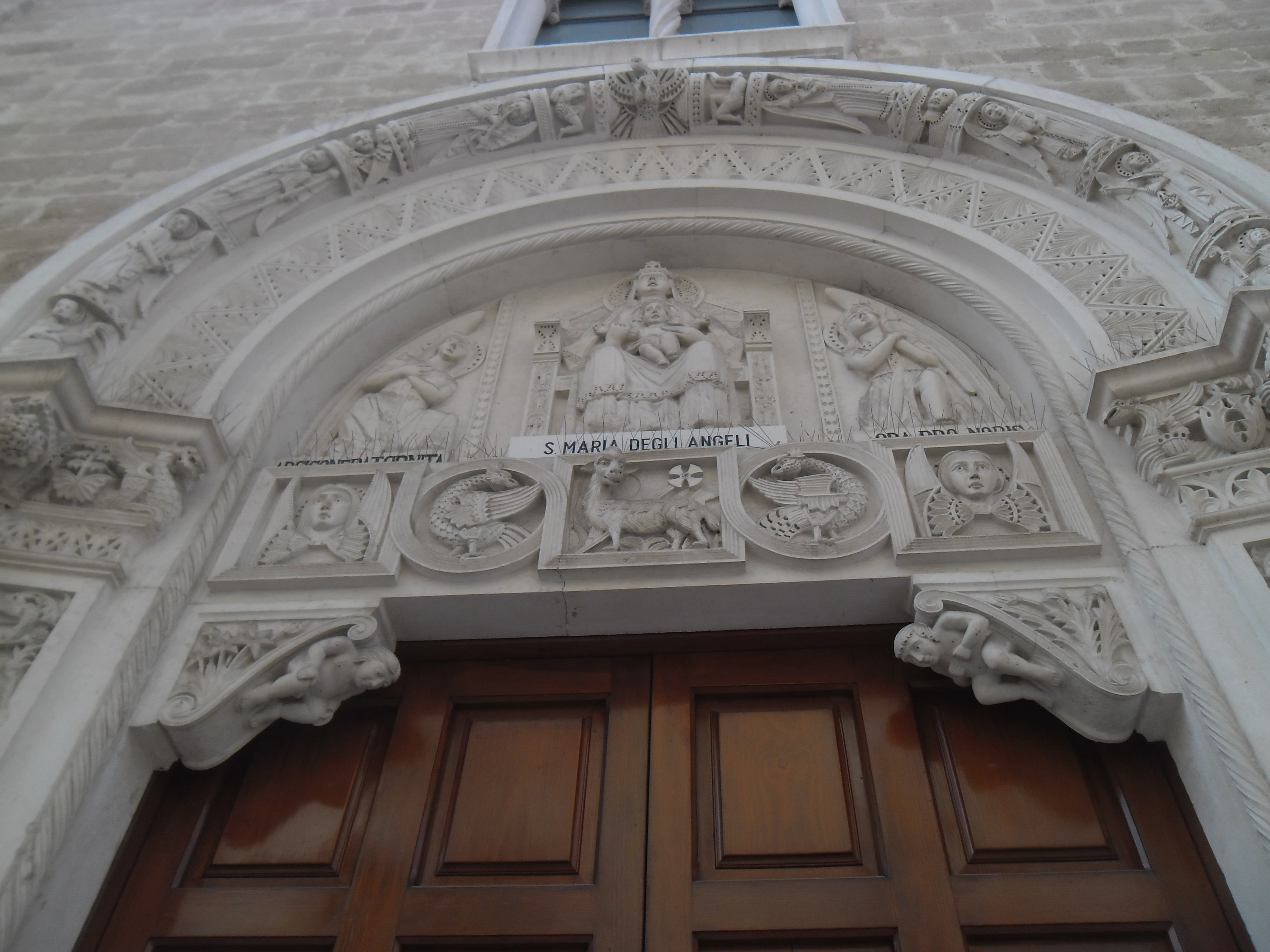
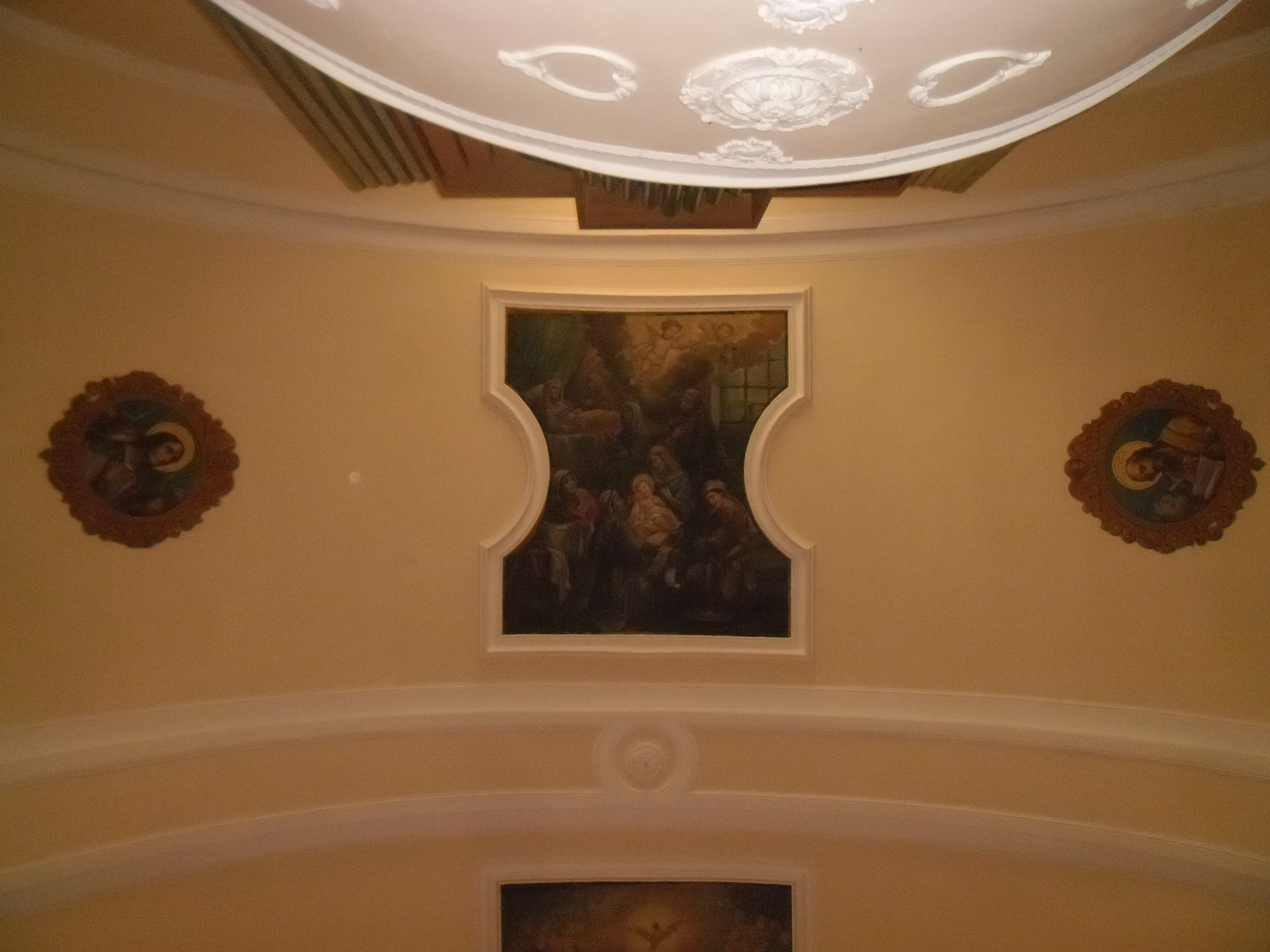
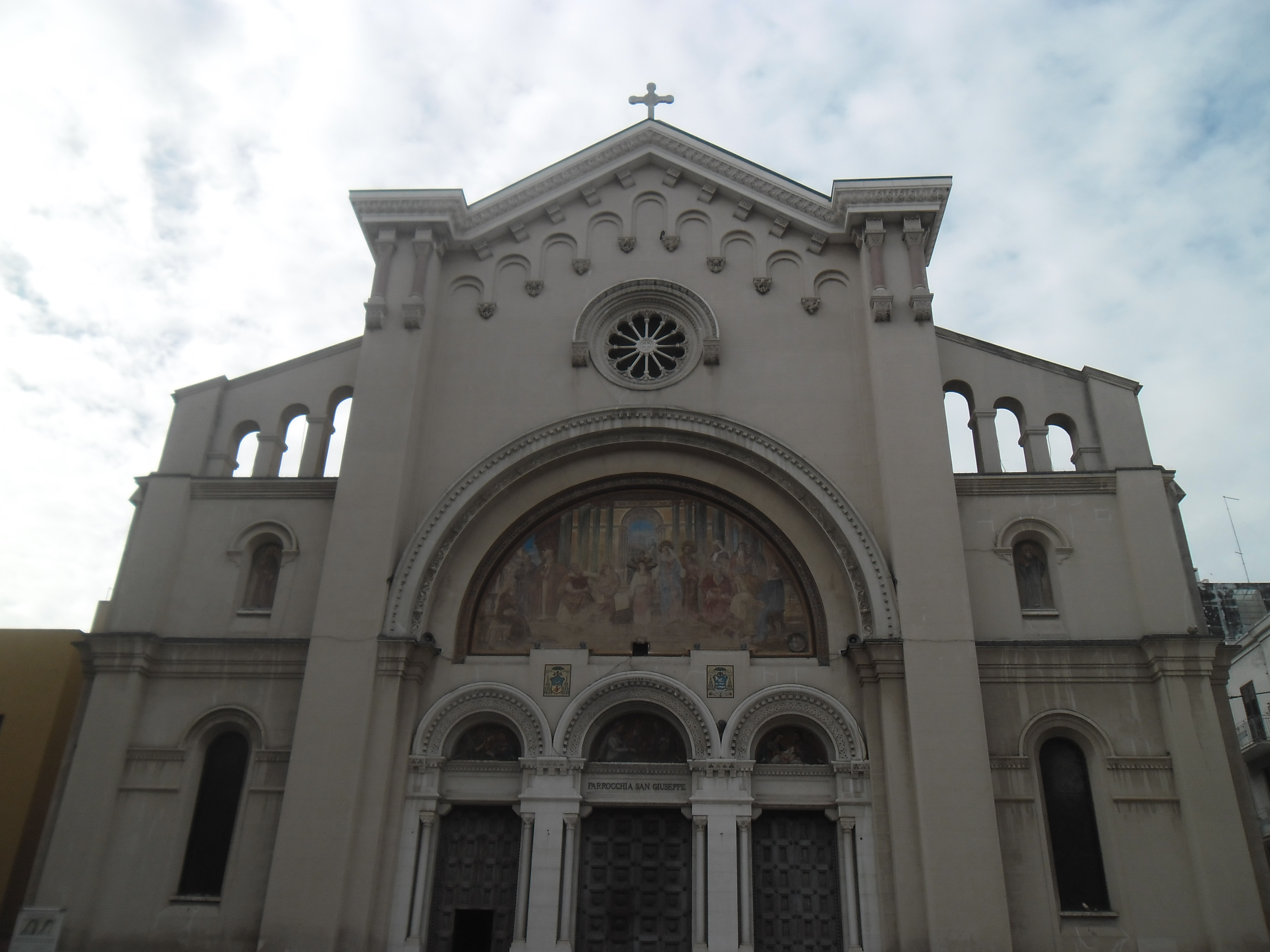
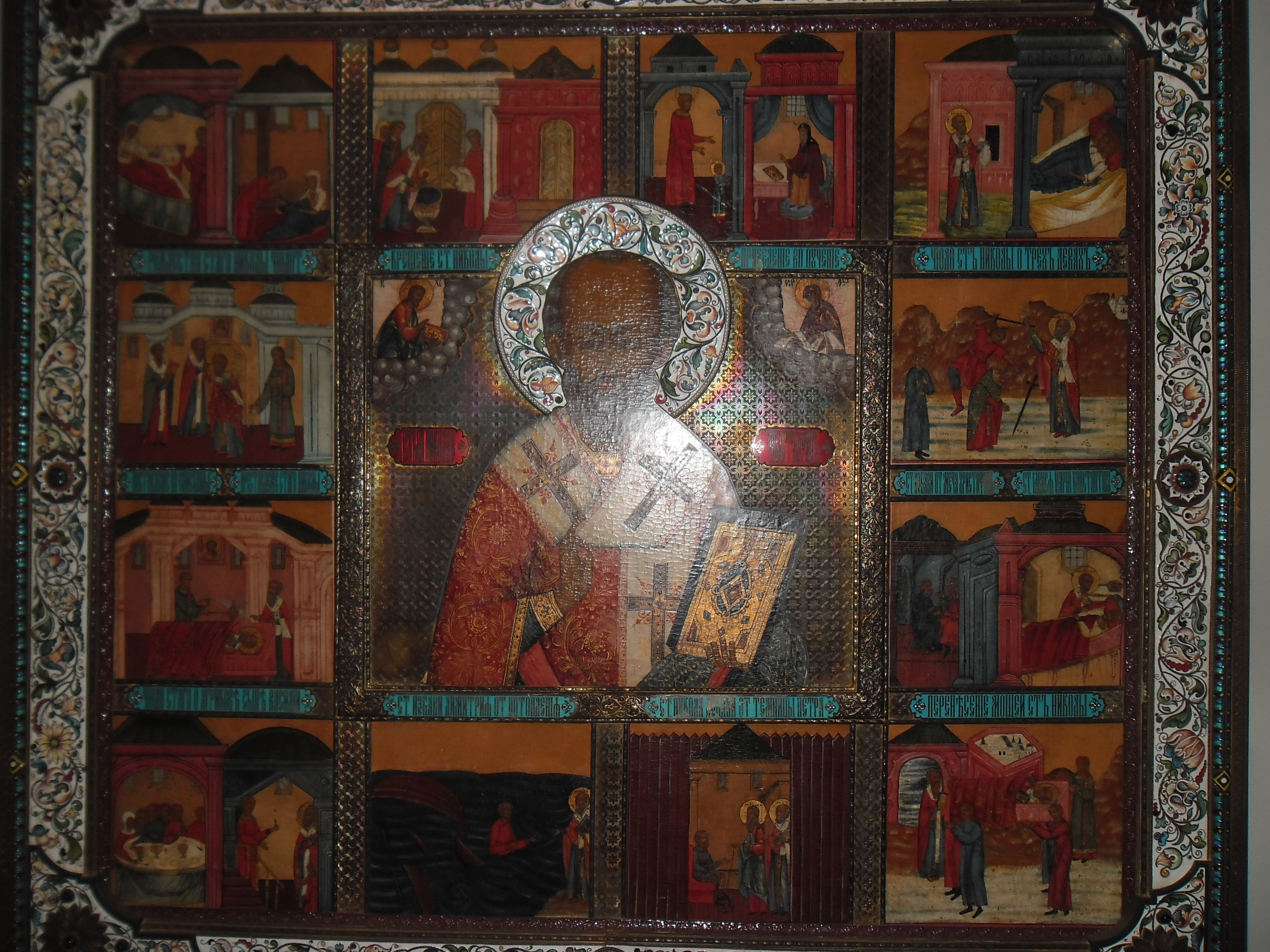
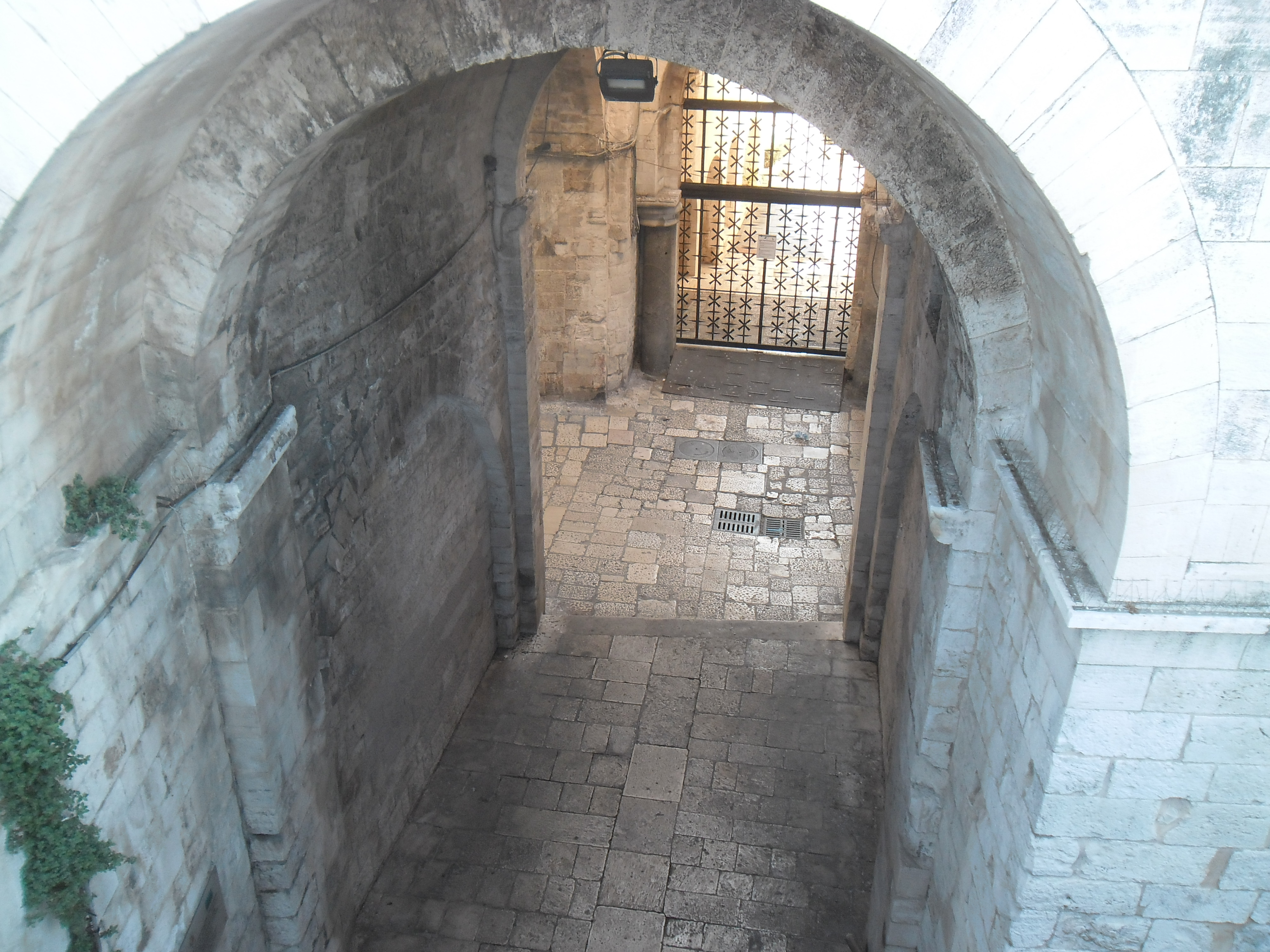